# Dialetos kalderash
Kalderash Romani é um grupo de dialetos Romani Vlax falados pelos Ciganos Kalderash que forma uma variedade da língua romena falada por cerca de 200 mil pessoas, principalmente na Romênia, também na Grécia, Israel e vários outros países. Pertence ao grupo Vlax setentrional de dialetos Romani, sendo principalmente influenciado pelo Romeno. É também conhecido como Vlax Romeno.
Kalderash Romani sempre foi escrito com uma versão do alfabeto cirílico usada na URSS nas décadas de 1920 e 1930. Hoje também é escrito com o alfabeto latino.